# Isla Evandro
Die Isla Evandro (in Argentinien Isla Zerabia) ist eine 900 m lange Insel der Pitt-Inseln im Archipel der Biscoe-Inseln vor der Westküste der Antarktischen Halbinsel. Sie liegt 5 km nördlich des nordwestlichen Ausläufers von Pickwick Island.
Chilenische Wissenschaftler benannten sie nach Evandro Valenzuela Guevara von der Fuerza Aérea de Chile, Leiter der Mannschaften auf der Base Presidente Eduardo Frei Montalva von King George Island in den Jahren 1971 und 1976. Der Hintergrund der argentinischen Benennung ist nicht überliefert.